# Tetraidropirano
Il tetraidropirano, conosciuto anche con il nome tradizionale ossano, è un composto eterociclico a sei atomi contenente un atomo di ossigeno. Possiede formula chimica C5H10O ed è strutturalmente simile al pirano, rappresentandone la forma ridotta mancante dei due doppi legami. A temperatura ambiente si presenta come un liquido incolore, dall'odore dolciastro pungente, facilmente infiammabile e tendente a formare perossidi esplosivi. Allo stato gassoso ne è stata dimostrata l'esistenza sotto forma di due differenti conformeri "a sedia". La sua struttura si ritrova nella forma ciclica degli zuccheri definiti piranosi.

## Sintesi
Un classico metodo di sintesi consiste nell'idrogenazione del 3,4-diidro-2H-pirano con nichel Raney. Un altro metodo sfrutta una reazione di Williamson intramolecolare del 5-bromopentan-1-olo che, riscaldando in presenza di idruro di sodio utilizzando come solvente il tetraidrofurano, ciclizza producendo il tetraidropirano. Altri metodi sfruttano la ciclizzazione in ambiente acido di aldeidi δ-sostituite, la reazione di Prins, una cicloaddizione [4+2], oppure possono prevedere altre forme di ciclizzazione intramolecolare.

## Usi
Il tetraidropirano è stato riscontrato in molte sostanze naturali che possiedono attività biologica e farmacologica, come antifungini, macrolidi citotossici e citostatici, agenti antileishmaniosi, e prodotti batterici che hanno mostrato attività antitumorale.
Questo composto trova comunemente uso nella sintesi organica come gruppo protettivo per gli alcoli: il 3,4-diidropirano viene fatto reagire, in ambiente acido, con l'alcol portando alla formazione di 2-tetraidropiranil eteri che per successiva idrolisi liberano nuovamente l'alcol.

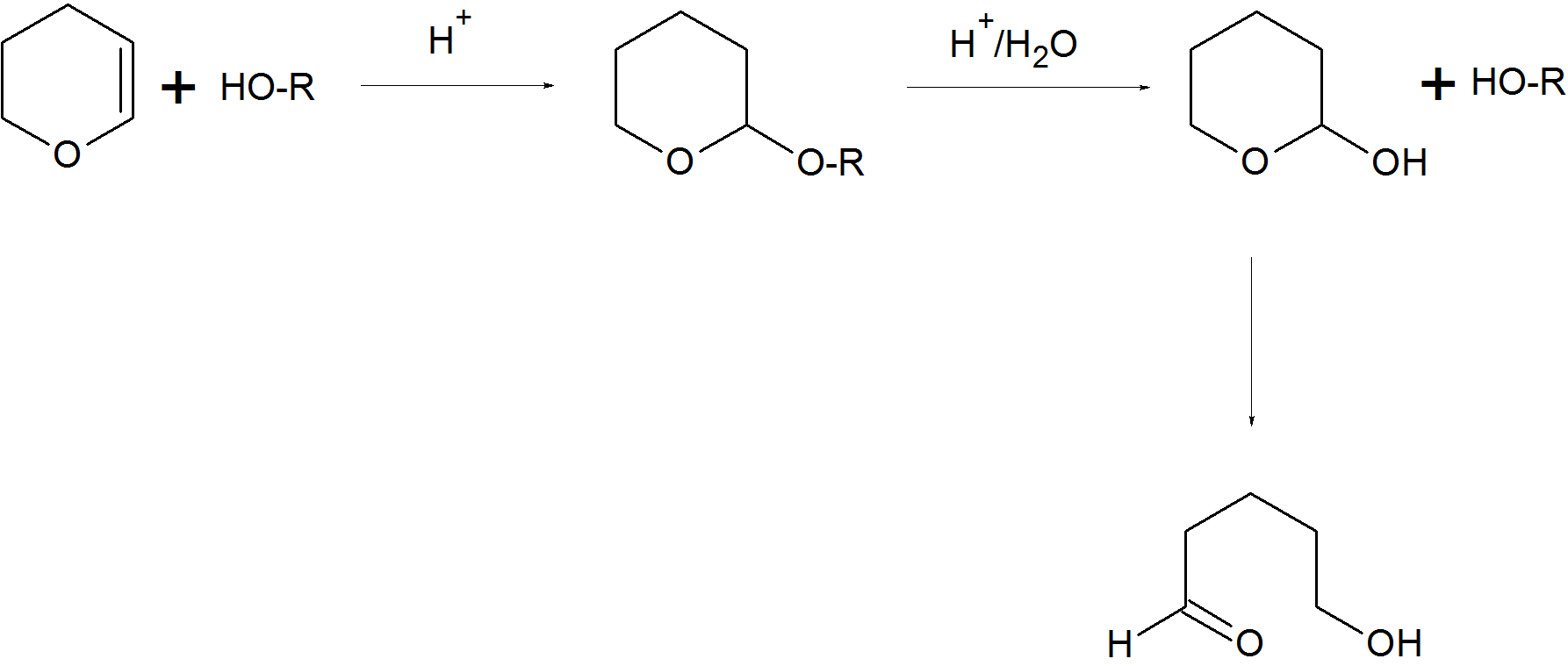
Utilizzo del tetraidropirano come gruppo protettivo: il 3,4-diidropirano reagisce con l'alcol, in ambiente acido, formando un α-etere del tetraidropirano che protegge il gruppo alcolico, ripristinabile in seguito tramite idrolisi.

Il tetraidropirano trova inoltre impiego come solvente, nella produzione di adesivi, sigillanti, polimeri e vernici.